# Maxi Herber
Maxi Herber (ur. 8 października 1920 w Monachium, zm. 20 października 2006 w Garmisch-Partenkirchen) – niemiecka łyżwiarka figurowa, startująca w konkurencji solistek i par sportowych z mężem Ernstem Baierem. Mistrzyni olimpijska z Garmisch-Partenkirchen (1936), 4-krotna mistrzyni świata (1936–1939), 5-krotna mistrzyni Europy (1935–1939), 10-krotna mistrzyni III Rzeszy (w tym 3 tytuły indywidualne).
Zdobywając złoty medal olimpijski w Garmisch-Partenkirchen w 1936 roku została najmłodszą w historii nie-indywidualną mistrzynią olimpijską w wieku 15 lat 4 miesięcy i 5 dni. 
Baier / Herber byli pierwszą parą w historii łyżwiarstwa figurowego, która wykonała skoki równoległe w zawodach.

## Biografia

### Kariera amatorska
W 1933 roku Maxi Herber rozpoczynała karierę łyżwiarską w konkurencji solistek. Niedługo potem równolegle rozpoczęła rywalizację w konkurencji par sportowych z doświadczonym i utytułowanym łyżwiarzem Ernstem Baierem. Baier / Herber byli pierwszą parą w historii łyżwiarstwa figurowego, która wykonała skoki równoległe w zawodach. W pierwszym roku wspólnych startów zdobyli brązowy medal mistrzostw świata 1934 w Helsinkach. Był to jedyny raz gdy nie wygrali zawodów w których uczestniczyli. Wspólnie sięgnęli po cztery tytuły mistrzów świata (1936–1939), pięć tytułów mistrzów Europy (1935–1939) oraz siedem tytułów krajowych (1934–1936, 1938–1941).
Na Zimowych Igrzyskach Olimpijskich 1936 wspólnie osiągnęli największy sukces w karierze – mistrzostwo olimpijskie. Po igrzyskach obydwoje skupili się na występach w parze, przez co indywidualnie prezentowali się jedynie na zawodach krajowych. Para Herbet / Baier kontynuowała wspólne występy amatorskie do 1941 roku.

### Po zakończeniu kariery amatorskiej
Po zakończeniu II wojny światowej Baier i Herber, już jako małżeństwo, występowali w pokazach łyżwiarskich. Później stworzyli swoją własną rewię berlińską w 1951 roku, którą później sprzedali słynnej Holiday on Ice. Wspólne występy para Herber / Baier zakończyli w 1965 roku.

### Życie prywatne
W 1941 roku Herber wyszła za mąż za swojego partnera sportowego Ernsta Baiera. Mieli trójkę dzieci, dwóch synów i córkę. Jednak rozwiedli się, a w latach 1964–1973 Baier miał drugą żonę i córkę. Herber w tym czasie, aby utrzymać się musiała korzystać z opieki pomocy społecznej. Wsparła ją wówczas niemiecka organizacja niosąca wsparcie byłym sportowcom "Deutsche Sporthilfe". W późniejszych latach Herber i Baier powtórnie się pobrali, ale po raz drugi doszło do rozwodu.
Pod koniec życia cierpiała na chorobę Parkinsona, zmarła w wieku 86 lat w domu seniora Lenzheim w Garmisch-Partenkirchen, gdzie mieszkała od 2000 roku.

## Osiągnięcia

### Pary sportowe
Z Ernstem Baierem
| Zawody                 | 1934           | 1935           | 1936           | 1937           | 1938           | 1939           | 1940           | 1941           |                |                |                |                |                |                |                |                |                |
| Międzynarodowe         | Międzynarodowe | Międzynarodowe | Międzynarodowe | Międzynarodowe | Międzynarodowe | Międzynarodowe | Międzynarodowe | Międzynarodowe | Międzynarodowe | Międzynarodowe | Międzynarodowe | Międzynarodowe | Międzynarodowe | Międzynarodowe | Międzynarodowe | Międzynarodowe | Międzynarodowe |
| ---------------------- | -------------- | -------------- | -------------- | -------------- | -------------- | -------------- | -------------- | -------------- | -------------- | -------------- | -------------- | -------------- | -------------- | -------------- | -------------- | -------------- | -------------- |
| Igrzyska olimpijskie   |                |                | 1              |                |                |                |                |                |                |                |                |                |                |                |                |                |                |
| Mistrzostwa świata     | 3              |                | 1              | 1              | 1              | 1              |                |                |                |                |                |                |                |                |                |                |                |
| Mistrzostwa Europy     |                | 1              | 1              | 1              | 1              | 1              |                |                |                |                |                |                |                |                |                |                |                |
| Krajowe                |                |                |                |                |                |                |                |                |                |                |                |                |                |                |                |                |                |
| Mistrzostwa III Rzeszy | 1              | 1              | 1              |                | 1              | 1              | 1              | 1              |                |                |                |                |                |                |                |                |                |

### Solistki
| Zawody                 | 1933           | 1934           | 1935           | 1936           | 1937           | 1938           |                |                |                |                |                |                |                |                |                |                |                |
| Międzynarodowe         | Międzynarodowe | Międzynarodowe | Międzynarodowe | Międzynarodowe | Międzynarodowe | Międzynarodowe | Międzynarodowe | Międzynarodowe | Międzynarodowe | Międzynarodowe | Międzynarodowe | Międzynarodowe | Międzynarodowe | Międzynarodowe | Międzynarodowe | Międzynarodowe | Międzynarodowe |
| ---------------------- | -------------- | -------------- | -------------- | -------------- | -------------- | -------------- | -------------- | -------------- | -------------- | -------------- | -------------- | -------------- | -------------- | -------------- | -------------- | -------------- | -------------- |
| Mistrzostwa świata     |                | 7              |                |                |                |                |                |                |                |                |                |                |                |                |                |                |                |
| Mistrzostwa Europy     |                |                | 4              | 7              |                | 4              |                |                |                |                |                |                |                |                |                |                |                |
| Krajowe                |                |                |                |                |                |                |                |                |                |                |                |                |                |                |                |                |                |
| Mistrzostwa III Rzeszy | 1              | 1              | 1              |                |                | 2              |                |                |                |                |                |                |                |                |                |                |                |

## Nagrody i odznaczenia
- Światowa Galeria Sławy Łyżwiarstwa Figurowego – 1979[5]